# مرغ مگس دم‌حنایی
مرغ مگس دم‌حنایی (نام علمی: Amazilia tzacatl) نام یک گونه از سرده آمازیلیا است. این پرنده یک مرغ مگس با اندازه متوسط است که که در شرق-مرکز مکزیک، آمریکای مرکزی، کلمبیا، شرق تا غرب ونزوئلا و جنوب تا غرب اکوادور تا نزدیکی مرز پرو حضور دارد. بالغ مرغ مگس دم‌حنایی دارای بدنی است به طول ۱۰–۱۲ سانتی‌متر با وزنی نسبتاً زیاد که در حدود ۵٫۲ گرم است.

## نگارخانه

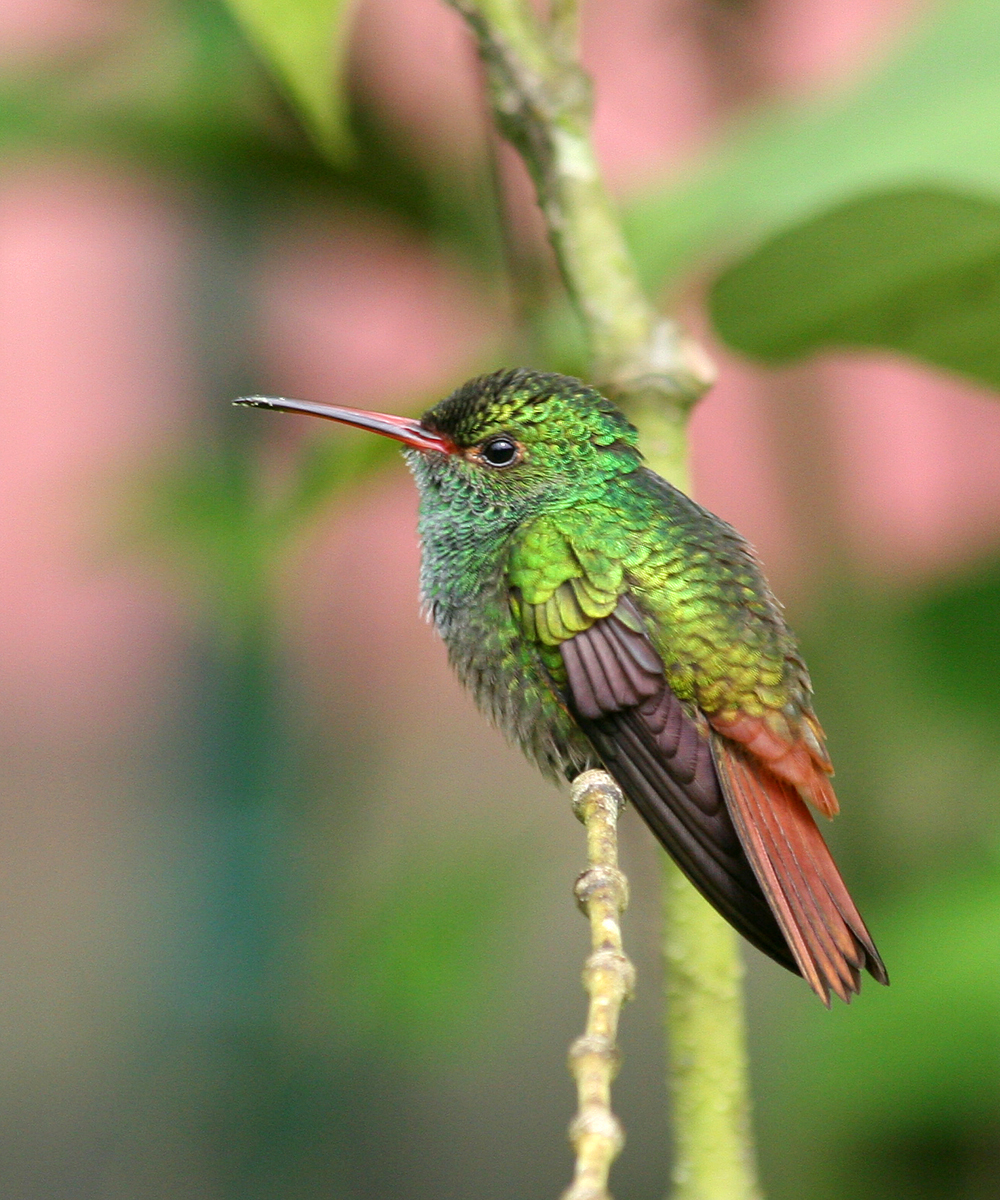
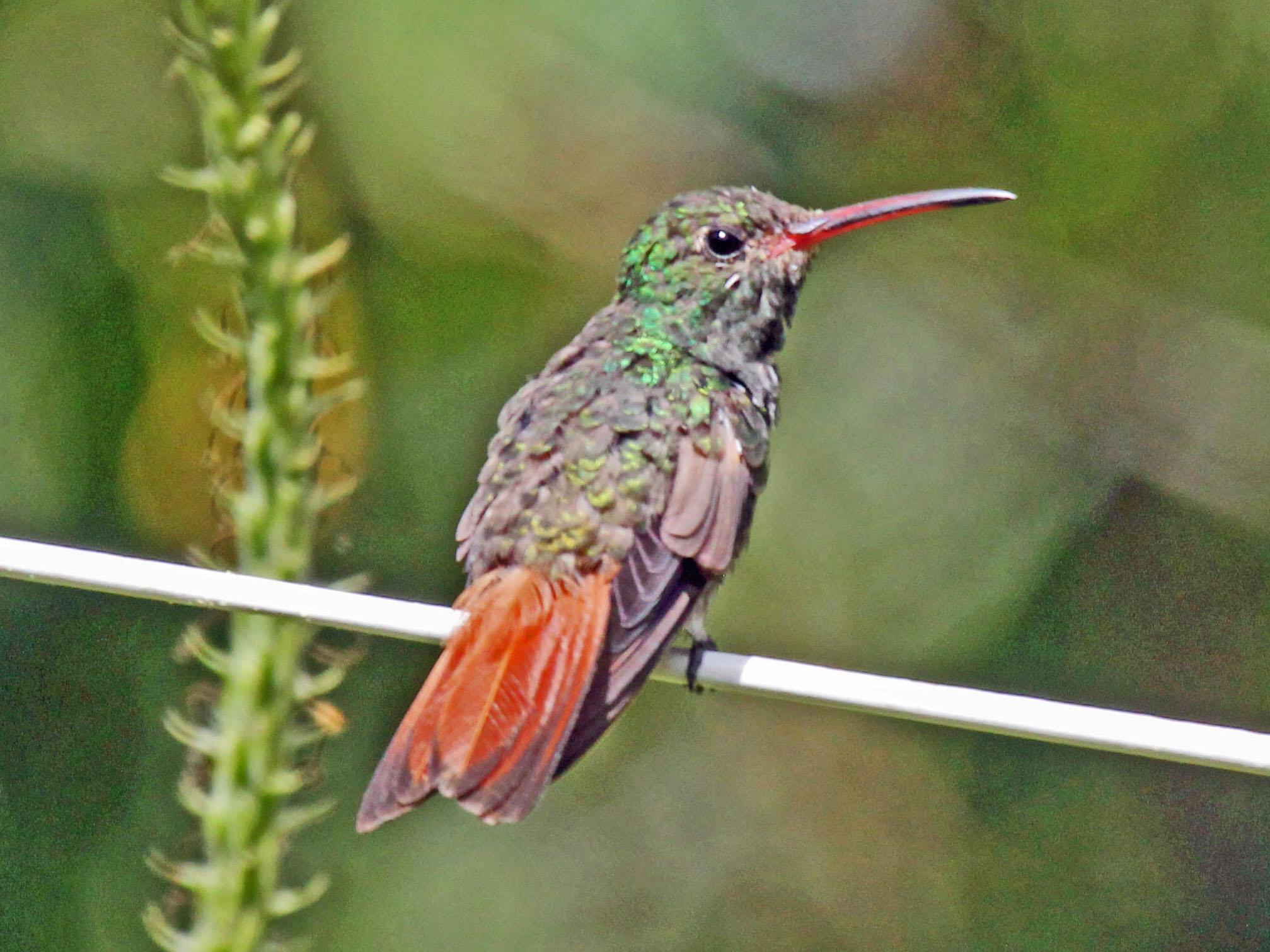
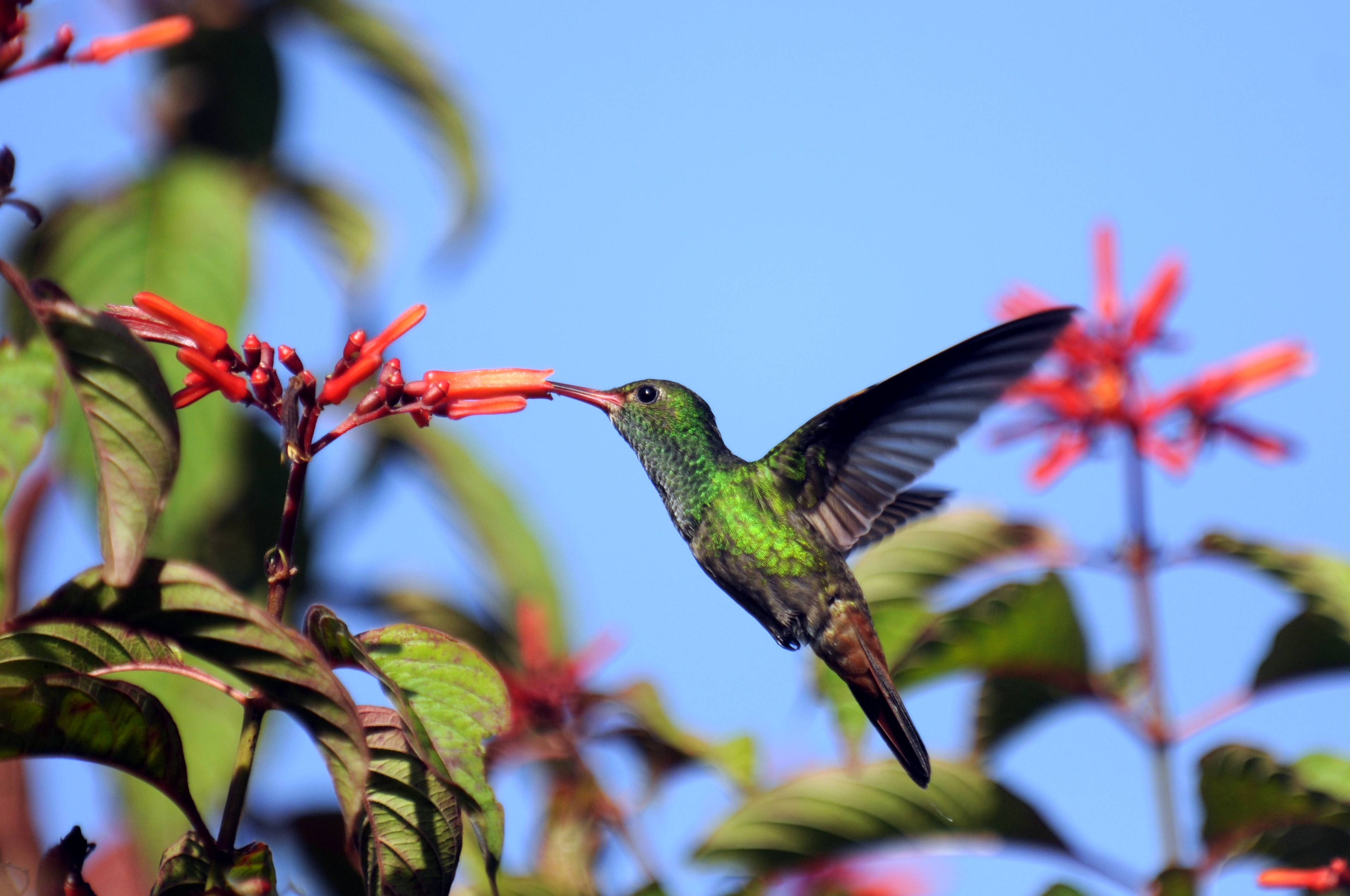